# كرم جوان
كرم‌ جوان هي قرية في مقاطعة هريس، إيران. عدد سكان هذه القرية هو 695 في سنة 2006.